# Vicente Escrivá
Pour les articles homonymes, voir Escrivá.
Vicente Escrivá Soriano, né le 1er juin 1913 à Valence et mort le 18 avril 1999 à Madrid, est un réalisateur, scénariste, écrivain et producteur espagnol.

## Biographie
Titulaire d'un doctorat en philosophie et en lettres de l'université de Valence, Vicente Escrivá Soriano écrit à partir de la fin des années 1940 des scénarios pour la société de production Cifesa et crée des histoires au ton épique et religieux, très au goût de l'époque, comme La mies es mucha (1950) et Pequeñeces (1950). En 1950, il fonde avec le réalisateur Rafael Gil la société Aspa Films, pour laquelle il écrit les scénarios de grands succès de l'époque comme Agustina de Aragón (1950), Balarrasa (1951) et De Madrid al cielo (1952).
Il a également travaillé comme acteur dans le film El canto del gallo (1955), de Rafael Gil. Des années plus tard, il jouera un rôle dans Juego de amor prohibido (1975), d'Eloy de la Iglesia.
En 1960, il fait ses débuts de réalisateur avec El hombre de la isla (es). Deux ans plus tard, il tourne Dulcinée (1963), une coproduction entre l'Espagne, l'Allemagne et l'Italie inspirée du personnage créé par Miguel de Cervantes dans le roman de chevalerie Don Quichotte de la Manche, lauréat du Prix du meilleur film du Cercle d'Escriptors Cinematogràfics, ainsi que le premier prix du Sindicato Nacional del Espectáculo (es). Le film Montoyas y Tarantos (1989), qui a remporté deux prix Goya dont celui du meilleur film, est l'un des points forts de sa filmographie.
Parmi les autres œuvres de cette période, citons Cateto a babor (es) (1970) réalisé par Tito Fernández et scénarisé par lui-même, ainsi que ses réalisations Vente a Alemania, Pepe (es) (1971), Zorrita Martínez (es) (1975) et La lozana andaluza (es) (1976), Una abuelita de antes de la guerra (es) (1975) ou El virgo de Vicenteta (ca) (1979), le seule film tourné en valencien.
À la fin de sa vie, il s'est concentré sur la télévision et a créé et réalisé des séries à succès telles que Réquiem por Granada (1991) pour TVE et sur Antena 3 Lleno, por favor (1993-1994), ¿Quién da la vez? (1995), Éste es mi barrio (1996-1997) et Manos a la obra (1998-1999), cette dernière étant celle qui a eu le plus de succès auprès des téléspectateurs et ayant été diffusée jusqu'en 2001 après la mort du réalisateur.
En tant qu'écrivain, il a publié deux biographies, Tomás de Villanueva (prix extraordinaire de la Fiesta del Libro) et Jornadas de Don Juan de Rivera. De la biographie, Escrivá passe au roman, avec deux succès qui le consacrent comme romancier, Una raya en el mar et Un hombre en la tierra de nadie. Les deux premières éditions de ces livres ont été épuisées en vingt jours. Il passe du roman au cinéma et remporte deux premiers prix nationaux : celui du Sindicato Nacional del Espectáculo avec son scénario Españoles sobre Italia et celui du Consejo Superior de Misiones, avec La mies es mucha (litt. « La moisson est abondante »). Avec Jornadas de Miguel de Cervantes, il remporte le Prix national de littérature narrative en 1947.
À sa mort, conformément à ses souhaits, il a été incinéré et ses cendres ont été dispersées dans la mer au large de Xàbia.
Son fils José Antonio Escriva est également réalisateur et scénariste de télévision et de cinéma.

## Filmographie

### Réalisateur
- 1961 : El hombre de la isla (es)
- 1963 : Dulcinée (Dulcinea)
- 1969 : El ángel
- 1969 : El golfo
- 1969 : Johnny Ratón (es)
- 1970 : Sin un adiós
- 1971 : Vente a Alemania, Pepe (es)
- 1971 : Aunque la hormona se vista de seda (es)
- 1973 : La curiosa (es)
- 1974 : Polvo eres...
- 1975 : Zorrita Martínez (es)
- 1975 : Una abuelita de antes de la guerra (es)
- 1976 : La lozana andaluza (es)
- 1978 : El virgo de Vicenteta (ca)
- 1979 : Visanteta, estáte quieta (it)
- 1980 - Esperando a papá
- 1989 : Montoyas y Tarantos
- 1990 : Réquiem por Granada (es) (feuilleton)

### Scénariste
- 1950 : Agustina de Aragón de Juan de Orduña
- 1951 : Le Noceur (Balarrasa) de José Antonio Nieves Conde
- 1953 : Hommes en détresse (	La guerra de Dios) de Rafael Gil
- 1954 : Le Baiser de Judas (El beso de Judas) de Rafael Gil
- 1970 : Cateto a babor (es) de Tito Fernández
- 1972 : Vente a ligar al Oeste de Pedro Lazaga
- 1984 : Touareg, le Guerrier du désert (Tuareg - Il guerriero del deserto) d'Enzo G. Castellari